# Rodrigo Junior Paula Silva
Rodrigo Junior Paula Silva (* 7. Mai 1988 in Duque de Caxias), auch Digão genannt, ist ein brasilianischer Fußballspieler.

## Karriere
Rodrigo Junior Paula Silva erlernte das Fußballspielen in der Jugendmannschaft von Fluminense Rio de Janeiro in Rio de Janeiro. Hier unterschrieb er 2009 auch seinen ersten Vertrag. 2010 und 2012 wurde er mit Fluminense brasilianischer Meister. Die Staatsmeisterschaft von Rio de Janeiro gewann er mit dem Verein 2012. 2014 verließ er Brasilien und ging nach Saudi-Arabien. Hier unterschrieb er in Riad einen Vertrag bei al-Hilal. Mit dem Verein spielte er in der höchsten Liga des Landes, der Saudi Professional League. 2014 und 2016 wurde er mit al-Hilal Vizemeister. In den Endspielen der AFC Champions League unterlag man 2014 dem australischen Verein Western Sydney Wanderers. Den Saudi King’s Cup gewann er mit dem Klub 2015. Das Endspiel gegen den al-Nasr FC gewann man im Elfmeterschießen. Das Finale um den Saudi Crown Prince Cup 2016 gegen al-Ahli gewann man mit 2:1. Mitte 2016 wechselte er in die Vereinigten Arabischen Emirate, wo er sich dem in der ersten Liga, der UAE Arabian Gulf League, spielenden Sharjah FC anschloss. Nach einem Jahr in den Emiraten kehrte er Mitte 2017 wieder in seine Heimat zurück. Hier nahm ihn Cruzeiro Belo Horizonte aus Belo Horizonte unter Vertrag. Von Mitte 2018 bis Ende 2019 wurde er an seinen Jugendverein Fluminense Rio de Janeiro ausgeliehen. Nach Ende der Ausleihe wurde er von Fluminense fest verpflichtet. Nachdem sein Vertrag Ende Dezember 2020 ausgelaufen war, wechselte er nach Thailand. Hier unterschrieb er einen Vertrag bei Buriram United. Der Verein aus Buriram spielte in der ersten Liga des Landes, der Thai League. In seiner ersten Saison in Thailand feierte er mit Buriram die Vizemeisterschaft. In seiner ersten Saison verletzte er sich so schwer, dass er in der Liga nicht eingesetzt werden konnte. In der Saison bestritt er lediglich drei Pokalspiele. Ein Jahr später wurde er mit dem Verein Meister des Landes. In der Saison kam er elfmal zum Einsatz. Im Juni 2022 wurde sein Vertrag bei Buriram aufgelöst.

## Erfolge
Fluminense Rio de Janeiro
- Campeonato Brasileiro de Futebol: 2010, 2012
- Campeonato Carioca: 2012

al-Hilal (Saudi-Arabien)
- Saudi Professional League: Vizemeister: 2014, 2016
- Saudi King’s Cup: 2015
- Saudi Crown Prince Cup: 2016
- AFC Champions League: 2014 (Finalist)

Cruzeiro Belo Horizonte
- Staatsmeisterschaft von Minas Gerais: 2018

Buriram United
- Thailändischer Meister: 2021/22
- Thailändischer Vizemeister: 2020/21